# Ocupación estadounidense de Haití
La ocupación estadounidense en Haití comenzó el 28 de julio de 1915, cuando 330 Marines desembarcaron en Puerto Príncipe bajo la autoridad del entonces presidente de los Estados Unidos, Woodrow Wilson, para salvaguardar los intereses de las empresas estadounidenses. Se terminó el 1 de agosto de 1934, después de que Franklin D. Roosevelt reafirmara un acuerdo de separación en agosto de 1933. El último contingente de marines de EE. UU. partió el 15 de agosto de 1934, luego de una transferencia formal de autoridad a la Garde.

## Causas
Entre 1911 y 1915, una serie de asesinatos políticos y exilios forzados, hicieron que la presidencia de Haití cambiara seis veces. Varios ejércitos revolucionarios llevaron a cabo una serie de golpes de Estado y revueltas. Estos grupos estaban formados por cacos, bandidos o campesinos de las montañas del norte, a lo largo de la porosa frontera dominicana, que fueron reclutados por las diferentes facciones rivales bajo las promesas de dinero, que sería pagado después de una revolución triunfante, y la oportunidad de saquear. 
Estados Unidos estaba particularmente inquieto por la influencia alcanzada por la pequeña comunidad alemana en Haití, que ascendía aproximadamente a 200 personas en 1910 y poseía poder económico desproporcionadamente alto. Nacionales alemanes, que controlaban aproximadamente el 80 % del comercio internacional del país, se hicieron con el control de los servicios públicos en Cabo Haitiano y Puerto Príncipe, el muelle principal y un tranvía en la capital, además de construir el ferrocarril que servía en la Plaine de Cul-du-Sac.
La comunidad alemana estaba más dispuesta a integrarse en la sociedad haitiana que cualquier otro grupo de extranjeros blancos, entre ellos los franceses que eran más numerosos. Algunos alemanes se casaron con las familias mulatas más destacadas de la nación, evitando así la prohibición constitucional sobre la propiedad de tierras por parte de no nacionales. También fueron los principales financiadores de las reiteradas revoluciones que azotaban el país, concediendo préstamos a altas tasas de interés a las facciones políticas.
En un esfuerzo por limitar la influencia alemana, en 1910-1911 el Departamento de Estado apoyó un consorcio de inversionistas estadounidenses, encabezados por el National City Bank of New York, para adquirir el control de la Banco Nacional d'Haiti, el único banco comercial y de la tesorería, del gobierno en toda la nación.
En febrero de 1915, tras la presidencia de Joseph Davilmar Théodore, Jean Vilbrun Guillaume Sam estableció una dictadura, pero en julio, con ocasión de una nueva revuelta durante la cual se masacró a 167 presos políticos, la mayoría procedentes de familias de la élite, Sam fue linchado a continuación por una turba en Puerto Príncipe.
En Estados Unidos se temió que el levantamiento popular contra Sam amenazara los intereses comerciales estadounidenses en el país (tales como la HASCO). Debido a ello y la posibilidad de que el líder antiestadounidense Rosalvo Bobo, quien contaba con el respaldo de los cacos, emergiese como el próximo presidente de Haití, el gobierno estadounidense decidió actuar rápidamente para asegurar su control económico sobre Haití.
El presidente de Estados Unidos Woodrow Wilson envió 330 marines a Puerto Príncipe que desembarcaron el 28 de julio de 1915. La orden específica del Secretario de la Armada al comandante invasión, el almirante William Bundy Deville, era "proteger los intereses estadounidenses y extranjeros". Sin embargo públicamente fue presentada como «misión para "restablecer la paz y el orden ... [y] no tiene nada que ver con las negociaciones diplomáticas en el pasado o el futuro ", según comunicó el contralmirante Caperton.
El 17 de noviembre de 1915, los marines capturaron Fort Riviere, un bastión de los rebeldes cacos.
El gobierno haitiano había estado recibiendo grandes préstamos de los bancos estadounidenses y franceses en las últimas décadas y el crecimiento de la deuda hizo que cada vez le fuera más difícil afrontar los vencimientos. Así, Rosalvo Bobo había prometido el impago de la deuda y poner freno a las crecientes inversiones estadounidenses. En las seis primeras semanas de la ocupación, los representantes de los Estados Unidos se hicieron con el control de las aduanas de Haití y las principales instituciones administrativas y económicas, tales como los bancos y el tesoro nacional. Con ello se aseguraron que el 40% de la renta nacional se fuera utilizado para afrontar el pago de la deuda a los bancos estadounidenses y franceses. Esto supuso la salida de grandes sumas de dinero y ralentizó el crecimiento económico, afectando a la población. En los diecinueve años siguientes, los asesores de los Estados Unidos dirigirán los aspectos más importantes de la política del país, asegurándose su cumplimento gracias al despliegue del Cuerpo de Marines de los Estados Unidos.

## Invasión estadounidense
Los representantes de los Estados Unidos tenían capacidad de ejercer el poder de veto sobre todas las decisiones gubernamentales en Haití, y los comandantes del Cuerpo de Marina actuaron como administradores en las provincias. Las instituciones locales, sin embargo, siguieron siendo dirigidas por los haitianos, como era preceptivo en virtud de políticas puestas en marcha durante la presidencia de Woodrow Wilson.[cita requerida]
El gobierno de EE. UU. que desmanteló el sistema constitucional y estableció la Guardia Nacional como nueva fuerza de defensa, siendo utilizada en las operaciones contra los rebeldes. Cuando se retiró la Infantería de Marina, terminará dirigiendo el país de forma violenta.
La oposición a la ocupación se inició inmediatamente después de la Infantería de Marina entró en Haití en 1915. Los rebeldes (llamados cacos de la Infantería de Marina de EE. UU.) con vehemencia trataron de resistir a la ocupación estadounidense del país. En respuesta, los gobiernos de Haití y estadounidense comenzaron una enérgica campaña para disolver los ejércitos rebeldes. El militar más conocido de estas operaciones fue el Mayor Smedley Butler, que recibió una Medalla de Honor por sus hazañas, y pasó a servir como comandante en jefe de la Gendarmería haitiana. Posteriormente él expresó más tarde su desaprobación sobre esta y otras intervenciones militares estadounidenses en su libro La guerra es un latrocinio
El comportamiento de fuerzas de ocupación estadounidenses respecto a la población de Haití, ha sido calificado de racista, de forma generalizada y flagrante. El secretario de la NAACP Herbert J. Seligman escribió en el número del 10 de julio de 1920 de The Nation:

Se han construido campamentos militares por toda la isla. Se ha incautado la propiedad de los indígenas para uso militar. Durante un tiempo, se disparó sin previo aviso contra cualquier haitiano visto con un arma de fuego. Se disparó con ametralladora contra multitudes de nativos desarmados, y los Marines de los Estados Unidos, según los relatos que varios de ellos me dieron en conversaciones casuales, no se han molestado en investigar el número de muertos y heridos.
Military camps have been built throughout the island. The property of natives has been taken for military use. Haitians carrying a gun were for a time shot on sight. Machine guns have been turned on crowds of unarmed natives, and United States Marines have, by accounts which several of them gave me in casual conversation, not troubled to investigate how many were killed or wounded.

### Designación de un presidente
Los presidentes de Haití no eran elegidos por sufragio universal, sino por el Senado. Las autoridades de la ocupación estadounidense buscaban un candidato presidencial dispuesto a cooperar con ellas. Philippe Sudré Dartiguenave, presidente del Senado y miembro de la élite mulata, acordó aceptar la presidencia de Haití después de que otros candidatos se habían negado a aceptarla.

### Disolución de la legislatura y nueva Constitución
En 1917, el presidente Dartiguenave disolvió la legislatura después de que sus miembros se negaran a aprobar una Constitución escrita por Franklin D. Roosevelt (en ese entonces subsecretario de la Armada). Sin embargo, en un referéndum celebrado en 1918 se aprobó la nueva constitución en una votación donde hubo 98.225 sufragios a favor por 768 en contra. Fue en general considerada una carta magna de talante liberal. La Constitución permitía a los extranjeros comprar tierras, algo que causó una gran irritación dado Jean-Jacques Dessalines había prohibido la propiedad de la tierra por parte de extranjeros, y desde 1804, había sido considerado en el país como un anatema.

### Años 1920
La ocupación de Haití continuó después de la Primera Guerra Mundial, a pesar de la mala imagen que causó el presidente Woodrow Wilson en la Conferencia de Paz de París de 1919, a la cual acudió defendiendo la libre autodeterminación de los pueblos. Persistió aún tras una investigación del Congreso de EE. UU. en 1922.[cita requerida]
En 1922, Dartiguenave fue reemplazado por Louis Borno, que gobernó sin un parlamento hasta 1930. Ese mismo año, el General John H. Russell, Jr. fue nombrado Alto Comisionado. La que fue en la práctica una dictadura Borno-Russell supervisó la expansión de la economía, la creación de más de 1000 millas (1609,3 km) de carreteras, instaló una central telefónica automática, realizó la modernización de las instalaciones portuarias y el establecimiento de un servicio de salud pública. El sisal fue introducido a Haití, mientras el azúcar y el algodón se convirtieron en importantes exportaciones.
Sin embargo, los esfuerzos para desarrollar la agricultura comercial tuvieron un éxito limitado, en parte porque gran parte de la fuerza laboral de Haití fue empleada como trabajadores de temporada en las industrias de azúcar más pujantes de Cuba y la República Dominicana. Se estima que 30.000-40.000 trabajadores haitianos, conocidos como braceros, fueron cada año a la provincia de Oriente de Cuba entre 1913 y 1931.
A pesar de esas mejoras económicas y materiales, la mayoría de los haitianos continuaron con su orgullo herido por la pérdida de soberanía. A la vanguardia de la oposición entre la élite educada estuvo la organización L'Union Patriotique, que estableció lazos con los opositores de la ocupación en los propios EE. UU., en particular, la NAACP.
La Gran Depresión diezmó los precios de las exportaciones de Haití, y destruyó parte de los beneficios acumulados durante la década anterior. La tensión social aumentó y en diciembre de 1929, infantes de marina mataron en Les Cayes a diez campesinos durante una marcha para protestar por las condiciones económicas locales.

## Transición hacia un gobierno plenamente haitiano
En 1930, Sténio Vincent, que desde hacía tiempo se estaba mostrando crítico con la ocupación, fue elegido presidente. Ese mismo año el presidente estadounidense Herbert Hoover se mostraba preocupado por los efectos de la ocupación, sobre todo después de la masacre en Les Cayes, nombró a dos comisiones para estudiar la situación, con William Cameron Forbes, exgobernador en Filipinas al frente de la más importante de los dos. 
La Comisión Forbes elogió las mejoras materiales que el gobierno de EE. UU. había llevado a cabo, pero criticó la exclusión de los haitianos de aquellos cargos que ejercían una autoridad real en el gobierno y la policía, que había llegado a ser conocida como la Garde d'Haïti. La Comisión afirmó que "las fuerzas sociales que creó [la inestabilidad] permanecen - la ignorancia, la pobreza y la falta de una tradición o el deseo de un gobierno libre y ordenado."
La administración Hoover no aplicó plenamente las recomendaciones de la Comisión Forbes, pero poco después decisión de retirada estaba tomada en 1932, cuando perdió la presidencia Hoover frente a Franklin Roosevelt, el supuesto autor de la constitución haitiana más reciente y el autor de la propuesta de la "Good Neighbor policy". En una visita a Cabo Haitiano en julio de 1934, Roosevelt reafirmó un acuerdo de separación de agosto de 1933. El último contingente de marines de EE. UU. partió el 15 de agosto de 1934, luego de una transferencia formal de autoridad a la Garde.
Estados Unidos mantuvo el control de las finanzas externas hasta 1947.

## Efectos de la ocupación en Haití
La ocupación por los Estados Unidos tuvo varias repercusiones importantes sobre Haití.Un primer período de disturbios culminaron en una rebelión de 1918 por cacos hasta 40.000 antiguos y otras personas descontentos. La escala del levantamiento superó a la Gendarmería, pero los refuerzos de la Marina ayudaron a sofocar la revuelta con un costo estimado de 2.000 vidas haitianas.
La ocupación supuso grandes mejoras en las infraestructuras, con mejoras en 1700 km de carreteras, la construcción de 189 puentes, la rehabilitación de numerosos canales de riego, la construcción de hospitales, escuelas y edificios públicos, y la puesta a disposición de agua potable a las principales ciudades [cita requerida]. Como la erosión era uno de los mayores problemas, se lanzó un ambicioso programa de reforestación. Puerto Príncipe se convirtió en la primera ciudad de América Latina en tener un servicio telefónico disponible con marcación automática. La enseñanza agrícola se organizó con una escuela central de la agricultura y 69 granjas en el país.
Cuando se trataba de las condiciones de vida, los estadounidenses se instalaron en viviendas de alta calidad en los barrios de Puerto Príncipe. Esta zona fue conocida como "Millionaire's Row". La intolerancia racial de EE. UU. provocó la indignación y el resentimiento - y, finalmente, un orgullo racial que se reflejó en los trabajos de una nueva generación de historiadores de Haití, etnólogos, escritores, artistas, y otros, muchos de los cuales más tarde se convirtió en activo en la política y gobierno. La élite mulata logró dominar la burocracia del país y fortaleció su papel en los asuntos nacionales.
El sistema educativo fue rediseñado desde cero, sin embargo, esto implicaba la destrucción del actual sistema educativo de "artes liberales" heredadas del pasado (y adaptada) de los franceses. Debido a su énfasis en la formación profesional, el sistema estadounidense que reemplazó a los franceses fue menospreciado por la elite.
Los tres gobernantes durante la ocupación eran de la minoría mulata del país. Al mismo tiempo, muchos en el crecimiento de las clases profesionales negras salió de la veneración tradicional del patrimonio cultural francés de Haití e hizo hincapié en las raíces africanas de la nación. Entre ellos el etnólogo Jean Price-Mars y la revista Les Griots, editado por el Dr. François Duvalier.
Hubo muchos casos de violación de mujeres haitianas por parte de los marines. Ante esto y otras clases de atropellos sufridos por las mujeres,  mujeres burguesas de Unión Patriótica tomaron partido por las campesinas y las mujeres negras poniendo en marcha una serie de estrategias anti-violaciones a base de manifestaciones, colecta de dinero y recogiendo información para denunciar a los marines. En la década de 1930 todas estas acciones darán su fruto pues el Gobierno de Estados Unidos iniciará una investigación. Además de todas las exigencias también lucharan por la autodeterminación y soberanía política del país.